# 新書365冊
『新書365冊』（しんしょさんびゃくろくじゅうごさつ）は、評論家、コメンテーターの宮崎哲弥の新書ガイドである。2006年に朝日新書から刊行された。
雑誌『諸君!』の2002年1月号から2003年6月号に連載された「解体『新書』」と2003年7月号から2006年3月号に連載された「『今月の新書』完全読破」をジャンル別に再構成、加筆したものである。連載記事、「解体『新書』」では毎月1冊を紹介するスタイルであったが、「『今月の新書』完全読破」ではその月に出版された新書を完全読破し、ベスト新書を1冊、ベター新書を5冊、ワースト新書を1冊選んでレビューし、注目される5冊を「さらに5冊」として寸評をそえて紹介するという構成であった。再構成されたこの新書では、「教養」「哲学・論理学・数学」「政治・国際問題」「経済と金融・会計」「法と自由」「歴史・文学・ことば」「社会・会社」「若者・教育」「犯罪と監視社会」「生きる・死ぬ」「科学」「脳・心・からだ」「メディア」「文化」「宗教」に節分けされ、ワースト新書を集めた「問題な新書」の章と連載終了後の新書をインタビュー形式で評価する「緊急インタヴューその後の「新書完全読破」」からなる。
連載の行われた時期は出版各社が新書シリーズの創刊を行った「新書ブーム」の時代であり、毎月60冊から100冊を手にした述べている。宮崎は「新書は世界にも稀な大衆啓蒙メディア」で、気軽に広範な知識を提供してきたことに存在意義を求めるが、「教養」や「啓蒙」に対するニーズが変質し、出版社間の過当競争で質が低下していることを嘆いている。

## ベストがつけられた新書
- 『教養主義の没落』（竹内洋）
- 『正義を疑え!』（山口意友）
- 『アナーキズム』（浅羽通明）
- 『国際政治とは何か』（中西寛）
- 『テロ―現代暴力論』（加藤朗）
- 『劇場政治を超えて』（原田武夫）
- 『アメリカ保守革命』（中岡望）
- 『アメリカ外交とは何か』（西崎文子）
- 『ナショナリズムの練習問題』（井崎正敏）
- 『日本の「ミドルパワー」外交』（添谷芳秀）
- 『歴史認識を乗り越える』（小倉紀蔵）
- 『エコノミストは信用できるか』（東谷暁）
- 『さおだけ屋はなぜ潰れないのか?』（山田真哉）
- 『人間にとって法とは何か』（橋爪大三郎）
- 『自由とは何か』（佐伯啓思）
- 『父と娘の法入門』（大村敦志）
- 『憲法対論』（奥平康弘、宮台真司）
- 『日露戦争―もうひとつの「物語」』（長山靖生）
- 『歴史学ってなんだ?』（小田中直樹）
- 『戦後和解』（小菅信子）
- 『ファスト風土化する日本』（三浦展）
- 『パラサイト社会のゆくえ』（山田昌弘）
- 『若者が《社会的弱者》に転落する』（宮元みち子）
- 『狂気と犯罪』（芹沢一也）
- 『死生観を問い直す』（広井良典）
- 『私の臓器はだれのものですか』（生駒孝彰）
- 『不幸論』（中島義道）
- 『もう牛を食べても安心か』（福岡伸一）
- 『自然をつかむ7話』（木村龍治）
- 『心の専門家はいらない』（小沢牧子）
- 『行動分析学入門―ヒトの行動の思いがけない理由』（杉山尚子）
- 『霊はあるか』（安斎育郎）
- 『夢の科学』（アラン・ホブソン）
- 『戦争報道』（武田徹)
- 『少年犯罪実名報道』（髙山文彦編）
- 『動物化する世界の中で』（東浩紀、笠井潔）
- 『葉隠の武士道』（山本博文）
- 『イスラーム世界の女性たち』（白須英子）
- 『ドキュメント 女子割礼』（内海夏子）
- 『現代ロシアを読み解く』（袴田茂樹）
- 『さまよう死生観 宗教の力』（久保田展弘）
- 『いきなりはじめる浄土真宗』『はじめたばかりの浄土真宗』（内田樹、釈徹宗）

最終章でベストの評価した新書は
- 『日本とフランス 二つの民主主義』（薬師院仁志）
- 『ニートって言うな!』（本田由紀、内藤朝雄、後藤和智）
- 『ホラーハウス社会』（芹沢一也）
- 『ブッダは、なぜ子を捨てたか』（山折哲雄）

## 書誌情報
- 宮崎哲弥　『新書365冊』（朝日新書）　ISBN 978-4-02-273106-7